# Castello di Bollengo
Il Castello di Bollengo è un antico castello situato nel comune di Bollengo in Piemonte.

## Storia
Il castello nacque come castello franco sotto impulso delle autorità di Ivrea, in competizione con quelle di Vercelli. I lavori di costruzione iniziarono intorno all'anno 1200 e durarono fino al 1250. Nei secoli successivi passò di mano tra diversi proprietari, tra cui il conte e senatore Costantino Nigra, che continuò opere di ristrutturazione.